# Protestos na Geórgia em 2024
Os protestos na Geórgia em 2024 consistem em uma série de manifestações de rua ocorridas na Geórgia após as eleições parlamentares no país. Os protestos ocorreram nas proximidades do prédio do Parlamento da Geórgia, em Tbilisi, onde a polícia respondeu com canhões de água e bombas de gás lacrimogêneo. Atualmente, a Geórgia enfrenta uma crise política, com a oposição acusando o governo de adotar políticas cada vez mais autoritárias, antiocidentais e favoráveis à Rússia.
A crise se intensificou em 28 de novembro, quando o governo anunciou que congelaria por quatro anos as negociações para a adesão da Geórgia à União Europeia. Autoridades judiciais acusaram a polícia de torturar manifestantes detidos durante os protestos. Além disso, os Estados Unidos condenaram o uso de "força excessiva" contra os manifestantes. Por outro lado, o primeiro-ministro da Geórgia, Irakli Kobakhidze, elogiou a atuação da polícia, afirmando que os agentes demonstraram mais profissionalismo do que seus colegas na Europa e nos Estados Unidos.

## Prisões
Como resultado das manifestações populares, o principal líder da oposição, Nika Gvaramia, foi preso. A prisão ocorreu no contexto de seis noites de protestos contra a decisão do governo de suspender as negociações para a adesão da Geórgia à União Europeia. Na quarta-feira, dia 04 de dezembro, o partido Coalizão para a Mudança divulgou um vídeo em que Gvaramia é agredido e carregado pelos braços e pernas por vários homens encapuzados. O partido afirmou que Nika foi "arremessado em um carro de detenção enquanto era fisicamente agredido e estava inconsciente". A polícia não respondeu ao pedido de comentário por parte de jornalistas, e até o momento, as autoridades georgianas não se manifestaram sobre a detenção.
No dia 06 de dezembro, a Coligação para a Mudança, principal partido de oposição do país, informou que um de seus líderes, Zurab Japaridze, foi detido pela polícia ao deixar uma manifestação. Imagens registraram o momento em que Japaridze foi colocado em um veículo não identificado por agentes com os rostos encobertos.
A resposta policial aos protestos foi marcada por violência, com perseguições e agressões aos manifestantes. Pelo menos 224 pessoas foram detidas por acusações administrativas, enquanto outras três ficaram presas por acusações criminais, conforme informado pelo Ministério do Interior da Geórgia. O partido do primeiro-ministro, Sonho Georgiano, declarou que decidiu suspender as negociações de adesão à União Europeia para proteger a Geórgia de interferências externas em seus assuntos internos.
"Qualquer violação será tratada com o rigor da lei. Nem aqueles políticos que se escondem em seus escritórios e sacrificam membros de seus grupos violentos para evitar punições severas escaparão da responsabilidade", afirmou o premiê em comunicado. A presidente da Comissão Europeia, Ursula von der Leyen, declarou que o bloco europeu está disposto a receber a Geórgia, destacando que "o retorno da Geórgia ao caminho da União Europeia depende da liderança georgiana".

## Eleições polêmicas
As tensões na Geórgia se intensificaram após o partido Sonho Georgiano afirmar ter vencido uma eleição contestada pela oposição no final de outubro. A presidente da Geórgia, Salome Zourabichvili, que adota uma postura pró-União Europeia, declarou que o país está se tornando um estado "quase russo" e que o partido Sonho Georgiano domina as principais instituições do país.
No sábado, dia 30 de novembro, a presidente Salome Zourabichvili, afirmou que o Parlamento do país é ilegítimo após as eleições de outubro e declarou que não sairá do cargo quando seu mandato terminar em dezembro. Em uma reunião, ela afirmou que a Presidência continua sendo a única instituição legítima no país e descreveu a eleição como uma "farsa" e uma "operação especial da Rússia". No dia 28 de dezembro, a presidente Salomé Zourabichvili, uniu-se a milhares de manifestantes exatamente um mês após o início das manifestações da oposição. Ainda declarou que irá contestar os resultados das eleições legislativas realizadas em outubro.
Quando os protestos realizaram um mês, em Tbilisi, os manifestantes buscaram formar uma corrente humana que conectasse as oito pontes da capital sobre o rio Kura.

## Reações
No dia 07 de dezembro de 2024, o presidente ucraniano, Volodymyr Zelensky, manifestou seu "apoio total" aos manifestantes pró-União Europeia na Geórgia e pediu a Tbilisi que deixasse de ceder à Rússia.
Os ministros das Relações Exteriores da Alemanha, França e Polônia criticaram duramente o "uso desproporcional da força" contra manifestantes pró-União Europeia. Em uma declaração conjunta, Annalena Baerbock, Jean-Noël Barrot e Radosław Sikorski, chefes das respectivas pastas, exigiram a libertação imediata dos opositores presos. Os três países também apelaram ao partido governante, Sonho Georgiano, para que reduza as tensões e inicie um diálogo abrangente com todas as forças políticas e representantes da sociedade civil. "Reiteramos nosso compromisso em apoiar as aspirações democráticas e europeias do povo georgiano", afirmaram na nota.
A Organização do Tratado do Atlântico Norte (Otan) reforçou o apelo por uma investigação abrangente sobre o que falou como um "campo de jogo desigual" nas eleições da Geórgia. 
O Secretário de Estado dos Estados Unidos, Antony Blinken se manifestou dizendo que “Encorajamos os líderes políticos da Geórgia a respeitar o Estado de direito, revogar leis que prejudicam as liberdades fundamentais e abordar as deficiências no processo eleitoral juntos”.
O bloco econômico da União Europeia solicitou que o país europeu conduza uma investigação ágil e transparente sobre as supostas irregularidades. A Comissão Europeia representada por Josep Borrell se manifestou com as palavras de “A UE lembra que qualquer legislação que comprometa os direitos e liberdades fundamentais dos cidadãos georgianos e vá contra os valores e princípios sobre os quais a UE é fundada deve ser revogada”.
Em 13 de dezembro, uma delegação do Parlamento Europeu visitou a Geórgia e se uniu aos manifestantes pró-UE durante os protestos contra a decisão do governo de suspender as negociações de adesão. Os seis eurodeputados se reuniram com a presidente Salome Zourabichvili, além de representantes da oposição, da sociedade civil e da mídia. A delegação era composta por Rasa Juknevičienė, da Lituânia, e Michał Szczerba, da Polônia, ambos do Partido Popular Europeu; Nathalie Loiseau e Bernard Guetta, da França, membros do grupo Renew Europe; Tobias Kremer, da Alemanha, da Aliança Progressista dos Socialistas e Democratas; e Reinier van Lanschot, dos Países Baixos, representante dos Verdes/Aliança Livre Europeia.
Já a Rússia nega as acusações. O porta-voz do Kremlin, Dmitry Peskov, anunciou que "Rejeitamos veementemente tais acusações. Como vocês sabem, elas se tornaram padrão para muitos países. Ao menor sinal, eles imediatamente acusam a Rússia de interferência. Não houve interferência, e as acusações são absolutamente infundadas”.
A Organização para a Segurança e Cooperação na Europa (OSCE), responsável por monitorar as eleições, também levantou dúvidas sobre a legitimidade do pleito. No dia 20 de dezembro, Eoghan Murphy, líder da missão de observação eleitoral da OSCE, afirmou: "Numerosas questões assinaladas no nosso relatório final tiveram um impacto negativo na integridade destas eleições e minaram a confiança do público no processo".